# Трифлуоперазин
Трифлуоперази́н («трифтазин») — нейролептик фенотиазинового ряда, один из наиболее активных антипсихотиков. Эффективен при шизофрении. Из традиционных препаратов этого ряда он несколько уступает по антипсихотической активности лишь галоперидолу, трифлуперидолу и тиопроперазину. Антипсихотический эффект сочетается у него с умеренным стимулирующим (психоэнергизирующим) и растормаживающим эффектом. При галлюцинаторных и галлюцинаторно-бредовых состояниях проявляет седативное действие. Противорвотное действие примерно в 20 раз сильнее, чем у аминазина.
Трифтазин входит в перечень жизненно необходимых и важнейших лекарственных препаратов.

## Общая информация
В отличие от хлорпромазина, трифлуоперазин оказывает слабый адренолитический эффект, почти не даёт гипотензивного эффекта. Меньше потенцирует действие снотворных средств; не обладает противогистаминной, спазмолитической и противосудорожной активностью. Оказывает сильное каталептогенное действие.
Применяют в психиатрической практике для лечения различных форм шизофрении, особенно параноидной, и других психических расстройств, протекающих с бредовой симптоматикой и галлюцинациями, применяется также при алкогольных психозах, инволюционных психозах, тревожных расстройствах и других заболеваниях ЦНС. Рандомизированное плацебо-контролируемое исследование показало эффективность трифлуоперазина при генерализованном тревожном расстройстве, но в связи с побочными эффектами коэффициент «пользы/риска» неясен.
Трифлуоперазин оказывает более выраженное воздействие на продуктивную психотическую симптоматику (галлюцинации, бред), чем хлорпромазин. Отличительной особенностью трифлуоперазина является отсутствие скованности, общей слабости, оглушённости при его применении; наоборот, больные часто становятся более оживлёнными, начинают проявлять интерес к окружающему, легче вовлекаются в трудовые процессы. В первые дни лечения может наблюдаться сонливость.

Препарат способен купировать галлюцинаторное и бредовое возбуждение, однако возбуждение тревожное, кататоническое, маниакальное не только не снимает, но и может усиливать.
Назначают трифлуоперазин внутрь (после еды) и внутримышечно. Разовая доза при приёме внутрь в начале лечения составляет обычно 0,005 г (5 мг). В дальнейшем дозу постепенно увеличивают на 0,005 г за приём до общей суточной дозы 0,03—0,08 г (в отдельных случаях до 0,1—0,12 г в сутки); суточную дозу делят на 2—4 приёма. По достижении терапевтического эффекта оптимальные дозы сохраняют в течение 1—3 мес, затем их уменьшают до 0,02—0,005 г в сутки. Эти дозы назначают в дальнейшем как поддерживающие.
Внутримышечно вводят трифлуоперазин в случаях, требующих быстрого эффекта. Начальные дозы составляют 0,001—0,002 г (1—2 мг). Инъекции повторяют через 4—6 ч. Суточная доза обычно до 0,006 г (6 мг), в редких случаях — до 0,01 г (10 мг).
У больных алкоголизмом трифлуоперазин применяют для лечения острых и хронических галлюцинаторных и бредовых психозов, купирования психомоторного возбуждения. При острых психотических состояниях лечение начинают с внутримышечных инъекций, переходя на приём внутрь после снятия острых явлений психоза. Назначают также трифлуоперазин для лечения неврозо- и психопатоподобных нарушений у больных алкоголизмом, при возникновении апато-абулических состояний.
Лечение трифлуоперазином может сочетаться с назначением других нейролептиков, транквилизаторов, антидепрессантов.
Как противорвотное средство применяют трифлуоперазин при рвоте различной этиологии по 0,001—0,004 г (1—4 мг) в день.

## Побочные эффекты
При лечении трифлуоперазином часто (у 60—78 % пациентов) наблюдаются экстрапирамидные расстройства: паркинсонизм, дискинезии, акатизия, тремор. Особенно часто развиваются дискинезии: кривошея, гримасничанье, тризм, выпадение языка и непроизвольные движения глазами (включая глазодвигательные кризы); дискинезии нередко сопровождаются аффектом тревоги, страха, подавленности. В качестве корректоров экстрапирамидных расстройств назначают противопаркинсонические средства: циклодол, тропацин и др. Дискинезии купируют кофеин-бензоатом натрия (2 мл 20 % раствора под кожу) или хлорпромазином (1—2 мл 2,5 % раствора внутримышечно).
При длительном приёме возможно развитие поздней дискинезии (которая при применении трифлуоперазина развивается чаще, чем при применении большинства других нейролептиков), злокачественного нейролептического синдрома.
Другие побочные эффекты со стороны ЦНС: чувство усталости, сонливость, головокружение, преходящее беспокойство, бессонница, мышечная слабость, анорексия, снижение способности концентрировать внимание, вегетососудистые нарушения, депрессия, нейролептический дефицитарный синдром.
Со стороны желудочно-кишечной системы: сухость во рту, анорексия;  токсическое действие на печень, вплоть до развития холестатической желтухи, иногда — хронического поражения печени.
Со стороны эндокринной системы: гиперпролактинемия. Повышение пролактина, вызванное приёмом нейролептиков, может приводить к снижению полового влечения и нарушению половой функции, аменорее, галакторее, гинекомастии, снижению или отсутствию потенции, бесплодию, развитию остеопороза, возникновению сердечно-сосудистых расстройств, увеличению массы тела, аутоиммунным нарушениям, водному и электролитному дисбалансу, риску развития рака молочной железы, сахарного диабета II типа, опухоли гипофиза. Психические проявления длительной гиперпролактинемии могут включать в себя депрессию, тревогу, раздражительность, нарушения сна, а также повышенную утомляемость, слабость, снижение памяти.
Со стороны системы кроветворения: тромбоцитопения, анемия, агранулоцитоз, редко — панцитопения.
Со стороны сердечно-сосудистой системы: тахикардия, умеренная гипотензия при перемене положения тела, нарушения сердечного ритма, изменения на ЭКГ.
Аллергические реакции: кожная сыпь, крапивница, ангионевротический отёк.
Прочие: сухость во рту, затуманенное зрение, запор, задержка мочеиспускания, гипертермия, повышение массы тела, отёки, при длительном приёме — пигментация конъюнктивы и роговицы.
Трифлуоперазин реже вызывает нарушения деятельности печени и агранулоцитоз, чем хлорпромазин; редко наблюдаются и аллергические кожные реакции.
В органы фармаконадзора поступали и публиковались в литературе отдельные сообщения о деформациях скелета и структурных аномалиях внутренних органов у детей, чьи матери принимали трифлуоперазин во время беременности.

## Противопоказания
Препарат противопоказан при коматозных состояниях, острых воспалительных заболеваниях печени, болезнях сердца с нарушением проводимости и в стадии декомпенсации, при острых заболеваниях крови, тяжёлых заболеваниях печени и почек, беременности, кормлении грудью, повышенной чувствительности к препарату.

## Меры предосторожности
С осторожностью препарат назначают пациентам, страдающим глаукомой, сердечно-сосудистыми заболеваниями, эпилепсией, гипертрофией предстательной железы.
Пациентов, занятых потенциально опасными видами деятельности, требующими повышенной концентрации внимания, а также быстрых психических и двигательных реакций, следует предупреждать о возможности снижения быстроты реагирования и снижения концентрации внимания.
Трифлуоперазин не следует назначать при психических заболеваниях с депрессивной симптоматикой.
В случае, если у пациента отмечались реакции гиперчувствительности при предыдущем лечении фенотиазиновыми нейролептиками (например, дискразия крови, желтуха), нельзя назначать пациенту фенотиазиновые нейролептики, в частности трифлуоперазин, кроме случаев, когда врач считает, что потенциальная польза от приёма препарата может перевесить потенциальный риск.
При длительном применении трифлуоперазина в высоких дозах необходимо учитывать возможность кумулятивных эффектов с внезапным возникновением тяжёлых симптомов со стороны ЦНС и вазомоторных нарушений.
При лечении трифлуоперазином не следует употреблять спиртные напитки.

## Лекарственные взаимодействия
Трифлуоперазин потенцирует действие на ЦНС сильных анальгетиков, снотворных препаратов, алкоголя. Усиливает эффекты анксиолитиков. При сочетании трифлуоперазина с пароксетином усиливается действие обоих препаратов:612. При одновременном назначении с леводопой (у пациентов с болезнью Паркинсона) может вызвать ухудшение течения болезни Паркинсона. Препарат уменьшает гипотензивное действие гуанетидина. При одновременном применении с родственными прохлорперазинами может наступить длительное бессознательное состояние. При сочетании с седативными средствами или с прокарбазином усиливается седативный эффект:612.

## Производство
В СССР промышленное производство трифтазина впервые было освоено на Кирово-Чепецком химическом заводе в апреле 1966 года на основе технологии, разработанной институтом фармакологии и химиотерапии АМН СССР. Необходимость эффективного психотропного препарата была обусловлена появлением десятков тысяч нуждающихся в нём больных после катастрофического ташкентского землетрясения.